# Sunderland A.F.C.
Sunderland Association Football Club (wymowa: /ˈsʊndərlənd/) – angielski klub piłkarski z siedzibą w Sunderlandzie, założony w 1879 roku. Sunderland AFC to sześciokrotny mistrz Anglii i wieloletni angielski pierwszoligowiec, który obecnie występuje w Premier League.

## Historia

### XIX wiek
Klub został założony w październiku 1879 roku przez Jamesa Allana, nauczyciela Hendon Board School. Początkowo klub nosił nazwę Sunderland and District Teachers’ Association Football Club, gdyż tylko nauczyciele mogli być zrzeszeni w organizacji. Po roku do klubu mogli już dołączyć nie tylko nauczyciele i nazwę zmieniono na Sunderland AFC. Początkowo klub grał w Blue House Pole w Hendon. Następnie boiska zmieniali czterokrotnie by w 1886 roku przenieść się na Newcastle Road (15 tys. widzów). W 1884 roku klub zdobył Durham Senior Cup, pierwsze trofeum w kolekcji. W 1887 klub był bliski zniknięcia ze piłkarskiej sceny. James Allan opuścił klub i stworzył konkurencyjny Sunderland Albion. Wraz z nim odeszła większość najlepszych piłkarzy. Między klubami była ostra rywalizacja o prymat w mieście, która ostatecznie zakończyła się rozwiązaniem Albion w 1892 roku. Klubem ostatecznie zajęli się stoczniowiec Robert Thompson i potentat węglowy Samuel Tyzack. Do Sunderlandu zostali sprowadzeni utalentowani gracze ze Szkocji co spowodowało dobre wyniki w meczach towarzyskich z zespołami ligowymi. Po wygranym meczu z Aston Villą (7:2) William McGregor (założyciel ligi), powiedział, że Sunderland to drużyna, która ma utalentowanego gracza na każdej pozycji. Rok później Sunderland rozpoczął grę w lidze.
W 1890 roku Sunderland wziął udziału w rozgrywkach The Football League i w pierwszej lidze grał przez 68 lat. Klub zastąpił Stoke, który został relegowany do Football Alliance. Sunderland w debiucie uległ na swoim stadionie klubowi Burnley 3:2. Pierwszy sezon zakończyli na 7 miejscu. Sezon 1891/92 zakończyli na pierwszym miejscu zdobywając pierwszy tytuł. Następny sezon (1892/93) także okazał się zwycięski. Trzeci tytuł zdobyli w sezonie 1894/95. Dodatkowo Sunderland w sezonie 1892/93 jako pierwszy zespół zdobył 100 goli w sezonie. Pod koniec XIX wieku Sunderland wybudował nowy stadion. Roker Park otworzono w 1898 roku. W pierwszym meczu na nowym stadionie Sunderland pokonał Liverpool 1:0.

### XX wiek
Wiek XX Sunderland rozpoczął od wywalczenia mistrzostwa w sezonie 1901/02. W 1905 roku do Middlesbrough sprzedał swojego zawodnika. Alf Common został sprzedany za £1000. Jest to pierwsza czterocyfrowa kwota za transfer w angielskiej lidze. Następnym rekordem jaki pobił Sunderland na początku wieku jest najwyższa wygrana na wyjeździe. W 1908 roku na St James’ Park Sunderland pokonał Newcastle United 9:1. Ten rekord widnieje w tabelach do dziś. W sezonie 1912/13, Sunderland po raz kolejny zdobył tytuł mistrzowski. Było to ich piąte mistrzostwo w ciągu 22 lat gry w najwyższej klasie rozgrywkowej w Anglii. W tym samym roku klub po raz pierwszy dotarł do finału FA Cup w którym został pokonany przez Aston Villę (1:0).

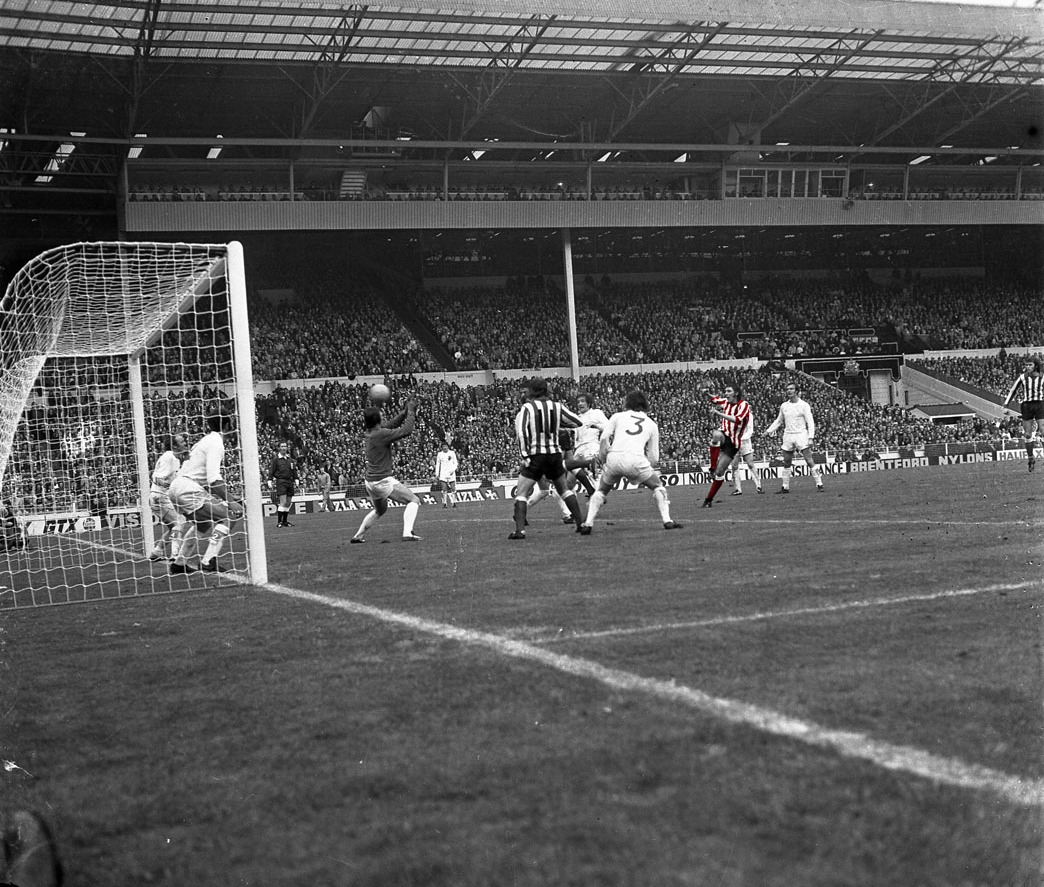
Bramka Portefielda w finale FA Cup w 1973 roku

W sezonie 1927/28 Sunderland do końca sezonu walczył o pozostanie w najwyższej lidze. W ostatnim meczu decydującym o pozostaniu w First Division Sunderland spotkał się Middlesbrough. Drużyna, która przegra mecz miała zostać relegowana o poziom niżej. Sunderland pokonał rywali 3:0 i pozostał w najwyższej lidze. W następnym sezonie padł rekord pod względem ilości zdobytych goli w jednym sezonie. Na kartach historii Sunderlandu zapisał się Dave Holliday, który strzelił 43 gole w 42 meczach. Do tej pory nie udało się nikomu pobić tego osiągnięcia. W sezonie 1935/36 Sunderland sięgnął po swój kolejny tytuł, pobijając swój rekord zdobytych goli w jednym sezonie. Tym razem bramkarza rywali pokonali 109 razy. Rok później po raz pierwszy wywalczyli FA Cup. W finale pokonali 3:1 drużynę Preston North End.
Przez resztę lat drużyna Sunderlandu plasowała się w połowie tabeli. W sezonie 1957/58 nadszedł koniec długoletniej ery w pierwszej lidze. Na koniec sezonu Sunderland uzbierał 32 punkty (podobnie jak Newcastle United i Portsmouth) jednak spadł z First Division, gdyż miał najgorszy bilans bramkowy. Ponownie w najwyższej lidze znaleźli się w sezonie 1964/65. Poprzedni sezon ukończyli na drugim miejscu w Second Division i uzyskali promocję po sześciu latach. Przez kolejne lata gry w First Division ani razu nie udało się Sunderlandowi wyjść z dolnej połowy tabeli na koniec sezonu. Mimo to udało im się wygrać FA Cup. 5 maja 1973 roku w rozgrywanym na Wembley finale Sunderland pokonał Leeds United (1:0).
W sezonie 1969/70 po raz kolejny zostali zdegradowani o poziom niżej. W Second Division, Sunderland grał przez kolejne sześć sezonów. W 1976 roku, Sunderland zdobył mistrzostwo drugiej ligi i po raz drugi uzyskał awans do wyższej ligi. W kolejnym sezonie (1976/77) ponownie nie utrzymał się w First Division i po raz trzeci został zdegradowany o poziom niżej. Trzykrotnie spadając nie zajęli ani razu ostatniego miejsca, plasując się każdorazowo za ostatnią pozycją dającą utrzymanie.
W sezonie 1979/80, rok po obchodach 100-lecia klubu, Sunderland ponownie awansował do First Division. Po kolejnych pięciu latach w sezonie 1984/85 ponownie nie potrafili dotrzymać kroku rywalom. Zajęli przedostatnie miejsce w lidze i ponownie znaleźli się w drugiej lidze. Po następnych dwóch sezonach nastąpiła kolejna zmiana. Sunderland ponownie opuścił Second Division, tyle że nie uzyskali promocji do First Division a spadli o poziom niżej do Third Division. W trzeciej lidze grali tylko jeden sezon (1987/88), zdobyli mistrzostwo i ponownie znaleźli się w drugiej lidze. W sezonie 1989/90 Sunderland zajął szóste miejsce w Second Division i awansował do play-off. W meczu finałowym ulegli Swindon Town. Mimo to uzyskali awans do pierwszej ligi. Swindon Town przyznał się do 36 zarzutów o nieprawidłowości finansowe i w jego miejsce do First Division przesunięto Sunderland. Kolejny sezon zakończył się kolejną relegacją z najwyższej ligi i ponowną grą na niższym szczeblu. Do pierwszej ligi, która już po reformie nosiła nazwę Premier League, awansowali po sezonie 1995/96. Zdobycie mistrzostwa Division One (wcześniej Second Division) dało im awans i ponownie grę w pierwszej lidze. Ponowny pobyt na najwyższym szczeblu rozgrywkowym angielskiej piłki trwał tylko rok. Na koniec sezonu 1996/97 z dorobkiem 40 punktów uplasowali się na 18. miejscu i pożegnali się z Premier League.

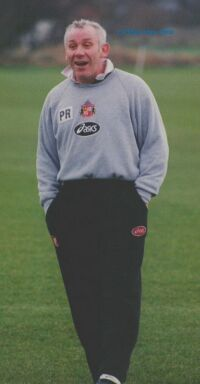
Peter Reid prowadził drużynę w latach 1997–2002

W 1997 roku po 99 latach zespół Sunderlandu pożegnał się z Roker Park. Klub zmienił siedzibę na Stadium of Light, obiekt o pojemności 49 000 miejsc. W pierwszym sezonie po zmianie stadionu (1997/98), Sunderland ukończył rozgrywki na 3. miejscu. W walce o awans do Premier League doszedł do finału. W ostatnim meczu sezonu lepszą drużyną okazał się Charlton Athletic. W meczu na Wembley padł remis 4:4. Zwycięzcę wyłoniły rzuty karne, które zakończyły się wynikiem 7:6 dla Charltonu. Kolejny sezon drużynie ze Stadium of Light przyszło grać w drugiej lidze. W sezonie 1998/99 Sunderland zdobył mistrzostwo Division One i uzyskał awans do Premier League. Dokonali tego w imponującym stylu, ustanawiając rekord zdobytych punktów w jednym sezonie (105 punktów). W pierwszym roku po powrocie do najwyższej klasy rozgrywkowej uplasowali się na 7. miejscu (najwyższe od 45 lat).

### XXI wiek
Po sezonie 2016/17 klub spadł z Premier League, uzyskując w całym sezonie zaledwie 24 punkty i plasując się na ostatnim miejscu tabeli. Następny sezon po raz kolejny zakończył się dla nich spadkiem, tym razem do League One, po raz pierwszy w ich historii.
W sezonie 2021/22 Sunderland powrócił do Championship z 5. miejsca w League One, pokonując Sheffield Wednesday i Wycombe Wanderers w finałach. W pierwszym sezonie po powrocie na zaplecze Premier League uplasowali się na 6. miejscu w tabeli, uzyskując szansę na powrót do najwyższej klasy rozgrywkowej przez baraże.

## Sukcesy
- Mistrzostwo Anglii (6): 1892, 1893, 1895, 1902, 1913, 1936
- Puchar Anglii (2): 1937, 1973
- Tarcza Dobroczynności (2): 1902, 1936

## Klubowe rekordy
- Najwyższe zwycięstwo: 23:0 vs Castletown (20 grudnia 1884, Durham Challenge Cup)
- Najwyższe zwycięstwo na Roker Park: 9:1 vs Newcastle United, Division 1, 5 grudnia 1908
- Najwyższa porażka: 8:0 vs Southampton, Premier League, 18 października 2014
- Najwyższa frekwencja w historii: 75 118 vs Derby County, FA Cup 6 Runda powtórka 8 marca 1933 na Roker Park
- Najwyższa frekwencja: 48 353 widzów vs Liverpool FC, Premier League, 13 kwietnia 2002
- Najwięcej meczów w lidze: Jim Montgomery, 537
- Najwięcej bramek w lidze: Charlie Buchan, 209
- Najwięcej bramek w lidze w jednym sezonie: Kevin Phillips, 35, 1997/1998
- Najdrożej kupiony zawodnik: Darren Bent w sezonie 2009/2010 z Tottenhamu Hotspur, za 10 mln funtów.

## Stadion
- Nazwa: Stadium of Light
- Pojemność: 49 tys.
- Inauguracja: 1997
- Wymiary boiska: 115 × 75 yd

Poprzednie stadiony:
- 1879-1882 – Blue House Field, Hendon
- 1882-1883 – Groves Field, Ashbrooke
- 1883-1884 – Horatio Street, Roker
- 1884-1886 – Abbs Field, Fulwell
- 1886-1898 – Newcastle Road, Monkwearmouth
- 1898-1997 – Roker Park, Roker
- 1997 – Stadium of Light, Monkwearmouth

## Obecny skład
Stan na 30 lipca 2025.
| Nr | Poz. | Piłkarz            |
| -- | ---- | ------------------ |
| 1  | BR   | Anthony Patterson  |
| 2  | OB   | Niall Huggins      |
| 3  | OB   | Dennis Cirkin      |
| 4  | PO   | Dan Neil (kapitan) |
| 5  | OB   | Daniel Ballard     |
| 6  | OB   | Timothée Pembélé   |
| 7  | PO   | Chemsdine Talbi    |
| 8  | PO   | Alan Browne        |
| 9  | NA   | Luís Semedo        |
| 10 | PO   | Patrick Roberts    |
| 11 | PO   | Chris Rigg         |
| 12 | NA   | Eliezer Mayenda    |
| 13 | OB   | Luke O'Nien        |
| 14 | NA   | Romaine Mundle     |
| 15 | NA   | Nazarij Rusyn      |
| 16 | BR   | Blondy Nna Noukeu  |
| 17 | PO   | Abdoullah Ba       |
| 18 | NA   | Wilson Isidor      |
| 19 | PO   | Habib Diarra       |

| Nr | Poz. | Piłkarz            |
| -- | ---- | ------------------ |
| 21 | BR   | Simon Moore        |
| 23 | OB   | Jenson Seelt       |
| 24 | PO   | Simon Adingra      |
| 25 | OB   | Nectarios Triantis |
| 27 | PO   | Jay Matete         |
| 28 | PO   | Enzo Le Fée        |
| 29 | NA   | Ahmed Abdullahi    |
| 30 | PO   | Milan Aleksić      |
| 32 | OB   | Trai Hume          |
| 33 | OB   | Leo Hjelde         |
| 34 | PO   | Granit Xhaka       |
| 36 | NA   | Ian Poveda         |
| 39 | PO   | Pierre Ekwah       |
| 41 | OB   | Zak Johnson        |
| 42 | OB   | Aji Alese          |
| 45 | OB   | Joe Anderson       |
| 50 | PO   | Harrison Jones     |
|    | OB   | Reinildo Mandava   |
|    | PO   | Noah Sadiki        |

### Wypożyczeni
| Nr | Poz. | Piłkarz                                        |
| -- | ---- | ---------------------------------------------- |
|    | PO   | Adil Aouchiche (w Aberdeen do 30 czerwca 2026) |

## Europejskie puchary
Legenda do wszystkich tabel:
- Q – runda eliminacyjna, 1/16, 1/8, 1/4, 1/2 – odpowiednia faza rozgrywek, Grupa – runda grupowa, 1r gr – pierwsza runda grupowa, 2r gr – druga runda grupowa, F – finał, R – runda, PO – play-off
- k. – rzuty karne, los. – losowanie, Dogr. – dogrywka, w. – zasada bramek strzelonych na wyjeździe

| Sezon   | Rozgrywki                 | Runda | Przeciwnik  | Dom | Wyjazd | Ogólnie |
| ------- | ------------------------- | ----- | ----------- | --- | ------ | ------- |
| 1973/74 | Puchar Zdobywców Pucharów | 1R    | Vasas SC    | 1–0 | 2–0    | 3–0     |
| 1973/74 | Puchar Zdobywców Pucharów | 2R    | Sporting CP | 2–1 | 0–2    | 2–3     |